# Szarvasi Vas-Fémipari Zrt.
A Szarvasi Vas-Fémipari Zrt. 1952-ben – eredetileg szövetkezeti formában – alakult magyar ipari termelő és kereskedelmi vállalkozás a Békés megyei Szarvason. A magyar tulajdonosi körrel rendelkező részvénytársaság 1997-ben jött létre az ipari szövetkezet jogutódjaként. A cég 2020-ban felszámolás alatt áll, emblematikus termékeinek, a kávéfőzőknek a gyártását egy új cégbe, a Szarvasi Háztartásigép Kft.-be szervezték ki.

## Története
| A Szarvasi vezérigazgatói |                    |
| dátum                     | év                 |
| 1952–1991                 | Székely László     |
| 1991–1995                 | Szakál János       |
| 1995-2001                 | Székely László     |
| 2001-2006                 | Szakál János       |
| 2006–2009                 | Dr. Bérczes László |
| 2009–2011                 | Odonics Gábor      |
| 2011–2019                 | Csébits Ferenc     |

A Szarvasi Vas-Fémipari Zrt. 1952. március 2-án alakult meg, mint Szarvasi Vas-Fémipari Ktsz (Ktsz: kisipari termelőszövetkezet). A vállalat első, és meghatározó elnöke Székely László (1921–2001) volt, akinek az élete összeforrt a szarvasi gyárral. A szövetkezet kezdetben nagyüzemek számára készített kis szériában termékeket, alkatrészeket. Országos hírű termékük lett a csempézett tűzhely, de jellemzőbbek voltak az olyan, kevésbé közismert fémipari termékek, mint például a Vörös Csillag Traktorgyár Hofherr-traktorai számára készített szikrafogó. 1960-ra épült fel a Szarvas főutcáján máig meglévő központi üzemépület és mintaüzlet. Ezen kívül további gyáregységek, -részlegek létesültek Szarvason: műanyag-feldolgozó (Szabadság u. 62.), vasöntő (Szabadság u. 55.), mérlegkészítő és -javító (Béke u. 21.), csempeformázó és -égető tanműhely (Városszél u. 1.), valamint gumijavító, kerékpárjavító, villanyszerelő és háztartási kisgépjavító részleg (Árpád köz). A Körös partján pihenőház is létesült a dolgozók számára. 1971-ben az akkor már négy vidéki telephellyel rendelkező vállalat neve Szarvasi Vas- Fémipari Szövetkezetre változott. 1971-ben a csempekályhák gyártásával leálltak, helyette vasalót, kotyogó kávéfőzőt és 20-25 típusú lámpát gyártottak. Ekkoriban alakult ki a ma is ismert fő profil: világítótestek és a háztartási kisgépek gyártása.
A szövetkezet a rendszerváltás idején érte el a csúcsát: 1400 főt foglalkoztatott (nem ez volt a legmagasabb létszámadat, de a legkiegyensúlyozottabb környezet időszakában igen), Nyugat-Európába és a KGST piacaira is szállított termékeket, Magyarországon pedig szinte monopolhelyzetben volt a lakossági kávéfőzők piacán. A rendszerváltozást követő piacvesztés a szövetkezetet súlyosan érintette. 1991-ben még nullszaldós volt az üzem, de növekedett a hitelállománya, 1992-ben már veszteségessé vált. 1991 végén leváltották Székely Lászlót, aki a vezetőségbe sem jutott be. Az új vezetés Hódsági Tamás elnökletével megkezdte a veszteséges ágazatok felszámolását, a túlkínálatot okozó termékek gyártási volumenének csökkentését, egyes termékek piacról való kivonását. A évekig tartó újjászervezési folyamat végén, 1995-ben a korábbi 1400-ról 600 fő alá csökkent a létszám, több vidéki telephely megszűnt, és a szarvasi üzemeket is összevonták. 1995-re azonban átmeneti stabilizálódást követően ismét csődközelbe jutott a vállalat, ekkor visszahívták a korábbi igazgatót, Székely Lászlót, aki visszaszerezve a régi piacok egy részét, stabilizálta a cég helyzetét. Az ő vezetése alatt kötött beszállítói szerződést a vállalat az IKEA bútorkereskedelmi céggel.

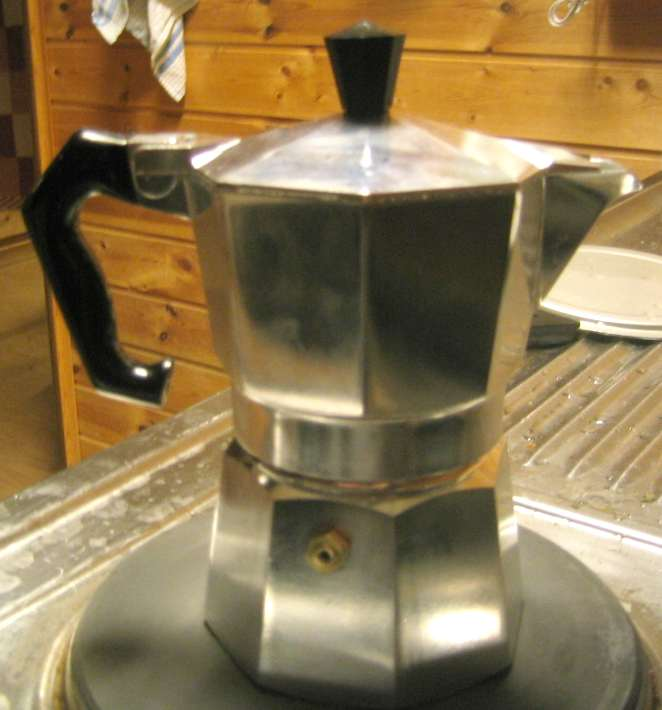
Háztartási mokka készítő.

A Szarvasi 1997-től nyereségessé vált, majd 1998-ban az ipari szövetkezetből átalakulással (általános jogutódlással) létrejött a kizárólag magyar tulajdonosi körrel rendelkező részvénytársaság. 2001-ben Székely elhunyt, őt Szakál János váltotta a vezetői székben. A 2000-es évek közepén a Szarvasi elnevezése Szarvasi Vas-Fémipari Zártkörűen Működő Részvénytársaságra változott. 2009 elején a cég részvényeinek a 90 százaléka a szombathelyi Helios Zrt. tulajdonába került. A szarvasi vállalatnak ekkor már csak 300 dolgozója volt. A 2000-es években hullámzó eredményeket produkált a cég: 2008-ban 400 milliós veszteséggel, 2009-ben 30 milliós nyereséggel zárták az évet, a 2011-es terv 150 millió forint volt. 2010-ben a termelés 60 százalékát más márkák számára készült termékek adták (pl.: IKEA), 40 százalék volt saját márkás (pl.: kávéfőzők, vasalók, elektromos főzőlapok), 2011-ben további bővülésre készültek: felsőkategóriás dizájnlámpák nyugat-európai értékesítését tervezték. 2018-ra fejeződött be az a kétmilliárd forintos fejlesztés, mellyel az IKEA egyik lámpacsaládjának kizárólagos beszállítójává válhattak. A cég ekkor évi 130 ezer kávéfőzőt, de 2 millió lámpát gyártott.
2019-ben az IKEA szerződést bontott a szarvasi vállalkozással, emiatt a gyár olyan likviditási problémával szembesült, ami a termelés folytatását is ellehetetlenítette. 2019. január 18-án a vállalat vezetése bejelentette a dolgozóknak, hogy leállnak a gyártással, és az összes munkavállalót elbocsátják. Bár a beszállító iránti tiszteletből hivatalosan nem indokolták a szerződésbontást, de több forrás is egybehangzóan a legyártott lámpák minőségével kapcsolatos kifogásokat jelölte meg a szerződés megszűnésének okaként. A Szarvasi bezárása magával rántotta a fő tulajdonos Helios Világítástechnikai Kft.-t is, ahol szintén 2019 januárjában állt le a termelés. A Szarvasinak a dolgozók elbocsátását követően 2 milliárd forintos banki tartozása maradt, amire a cég saját tulajdonában lévő ingatlanállomány volt a fedezet. Ez leginkább a szarvasi ipari üzemet jelentette, de a budapesti Andrássy úti bezárt mintabolt is jelentős értéket képviselt. A bíróság 2019 nyarán döntött a felszámolásról, ezeknek az ingatlanoknak az értékesítését pedig lelassította, hogy még abban az évben ősszel stratégiailag kiemelt jelentőségű gazdálkodó szervezetté minősítette a kormány a vállalatot, emiatt új - állami - felszámolót kellett kijelölni. 2020-ban egy új cég, a Szarvasi Háztartásigép Zrt. jelentette be, hogy a kávéfőzőgépeket tovább gyártaná.
| Dolgozói létszám |      |      |      |      |      |      |      |      |
| 1952             | 1958 | 1964 | 1965 | 1975 | 1987 | 1995 | 2009 | 2019 |
| 18               | 100  | 621  | 740  | 1710 | 1569 | 578  | 300  | 400  |